# 滅三川
滅三川（めさんがわ、めっさがわ）は都市伝説の一つ。

## 概要
幽霊などの人間ではない者が人間として名前を名乗る時には滅三川という苗字を使用するという。古い文献（実際には存在しないとされる）には「『滅三川』と名乗る者すべて異なる世の人間也、丁重に扱う可」と記されているとされるが、実際には滅三川という苗字は存在せず、滅三川について記した古い文献があるという話も虚構の可能性がある。